# Герои Социалистического Труда Башкортостана
В настоящий список включены:
- Герои Социалистического Труда, на момент присвоения звания проживавшие на территории современной Республики Башкортостан, — 196 человек;
- уроженцы Башкортостана, удостоенные звания Героя Социалистического Труда в других регионах СССР, — 86 человек.

Вторая часть списка может быть неполной из-за отсутствия данных о месте рождения ряда Героев.
В таблицах отображены фамилия, имя и отчество Героев, должность и место работы на момент присвоения звания, дата Указа Президиума Верховного Совета СССР, отрасль народного хозяйства, место рождения, а также ссылка на биографическую статью на сайте «Герои страны». Формат таблиц предусматривает возможность сортировки по указанным параметрам путём нажатия на стрелку в нужной графе.

## История
Первым на территории современного Башкортостана (в Башкирской АССР) стало присвоение звания Героя Социалистического Труда Указом Президиума Верховного Совета СССР от 24 января 1944 года главному геологу Башнефтекомбината А. А. Трофимуку — высшая степень отличия была присвоена ему за выдающиеся заслуги в деле увеличения добычи нефти, выработки нефтепродуктов, разведки новых нефтяных месторождений и бурения нефтяных скважин.
Подавляющее большинство Героев Социалистического Труда в республике приходится на работников сельского хозяйства — 83 человека; строительство — 22; нефтяная промышленность — 20; нефтехимическая промышленность — 15; авиастроение — 13; металлургия, государственное управление — по 7; энергетика — 5; химическая промышленность, транспорт — по 4; радиопромышленность — 3; лесная промышленность, образование — по 2; газовая, угольная, лёгкая, пищевая промышленность, связь, наука, культура, здравоохранение, жилищно-коммунальное хозяйство — по 1.

## Лица, удостоенные звания Героя Социалистического Труда в Башкортостане
| №   | Фамилия, имя, отчество                 | Даты жизни                 | Деятельность | Дата присвоения | Отрасль         | Место рождения         | ГС         |
| --- | -------------------------------------- | -------------------------- | --- | --------------- | --------------- | ---------------------- | ---------- |
| 1   | Абдрахманов Гайнетдин Шайхиевич        | 09.05.1932 — 13.04.2001    | Бригадир слесарей производственного ремонтного предприятия районного энергетического управления «Башкирэнерго» Министерства энергетики и электрификации СССР, Башкирская АССР                                                | 31.03.1991      | энергетика      | Уфимский район         | [ ГС 1 ]   |
| 2   | Абдюшев Хабибулла Бахтигареевич        | 01.03.1920 — 23.12.1988    | Бригадир колхоза имени Фрунзе Фёдоровского района Башкирской АССР | 23.06.1966      | сельхоз         | Фёдоровский район      | [ ГС 2 ]   |
| 3   | Абрамычева Нина Ивановна               | 16.06.1926 — 22.02.1948    | Звеньевая колхоза «Красный пахарь» Бакалинского района Башкирской АССР | 02.04.1948      | сельхоз         | Бакалинский район      | [ ГС 3 ]   |
| 4   | Аврас Леонид Фёдорович                 | 17.01.1907 — 02.07.1986    | Директор Уфимского завода аппаратуры связи Министерства радиопромышленности СССР, Башкирская АССР | 26.04.1971      | радиопром       | *Киевская область      | [ ГС 4 ]   |
| 5   | Алёхин Тихон Егорович                  | 21.05.1913 — 19.04.1970    | Бригадир тракторной бригады Давлекановской машинно-тракторной станции, Башкирская АССР | 02.04.1948      | сельхоз         | Мелеузовский район     | [ ГС 5 ]   |
| 6   | Аллаяров Ричард Хайруллович            | 05.06.1927 — 05.11.1988    | Буровой мастер конторы бурения № 2 треста «Туймазабурнефть» Башкирского совнархоза | 19.03.1959      | нефтепром       | Мечетлинский район     | [ ГС 6 ]   |
| 7   | Аминев Ахмет Гатаевич                  | 01.09.1924 — 20.09.1999    | Первый секретарь Дюртюлинского райкома КПСС, Башкирская АССР | 23.06.1966      | госуправление   | Ермекеевский район     | [ ГС 7 ]   |
| 8   | Аминева Флюра Миргалиевна              | 05.07.1928 — 03.04.2011    | Чабан колхоза имени Худайбердина Янаульского района Башкирской АССР | 22.03.1966      | сельхоз         | Янаульский район       | [ ГС 8 ]   |
| 9   | Аминов Махмут Шаймарданович            | 07.11.1925 — 27.01.1984    | Пропарщик цистерн вагонного депо Бензин Башкирского отделения Уфимской железной дороги, Башкирская АССР | 01.08.1959      | транспорт       | Уфа                    | [ ГС 9 ]   |
| 10  | Асаев Раис Бадыгутдинович              | 06.05.1931 — 03.03.2001    | Председатель колхоза «Луч» Чишминского района Башкирской АССР | 26.06.1990      | сельхоз         | Благоварский район     | [ ГС 10 ]  |
| 11  | Аскаров Салимгарей Сахибгареевич       | 12.12.1936 — 08.03.1991    | Аппаратчик Стерлитамакского завода синтетического каучука имени 50-летия Башкирской ССР Министерства нефтеперерабатывающей и нефтехимической промышленности СССР, Башкирская АССР                                            | 23.03.1976      | нефтехимпром    | Стерлитамакский район  | [ ГС 11 ]  |
| 12  | Ахмедьянов Яныбай Шагибалович          | 20.02.1936 — 25.09.2010    | Тракторист совхоза «Байрамгуловский» Учалинского района Башкирской АССР | 08.04.1971      | сельхоз         | Учалинский район       | [ ГС 12 ]  |
| 13  | Ахметгареев Акмалетдин Зиганович       | 04.02.1932 — 28.08.2002    | Буровой мастер Нефтекамского управления буровых работ объединения «Башнефть» Министерства нефтяной промышленности СССР, Башкирская АССР                                                                                      | 30.03.1971      | нефтепром       | Бакалинский район      | [ ГС 13 ]  |
| 14  | Ахъяруллин Исмагил Ахьярович           | 10.07.1910 — 07.05.2004    | Директор Давлекановского совхоза Давлекановского района Башкирской АССР | 23.06.1966      | сельхоз         | Чекмагушевский район   | [ ГС 14 ]  |
| 15  | Аюпов Рафгетдин Талипович              | 15.03.1914 — 19.12.1987    | Машинист Субханкуловской нефтеперекачивающей станции Урало-Сибирского нефтепроводного управления Главнефтеснаба РСФСР, Башкирская АССР                                                                                       | 23.05.1966      | нефтепром       | Туймазинский район     | [ ГС 15 ]  |
| 16  | Багаутдинов Раис Губайдуллович         | 15.01.1926 — 12.06.2018    | Председатель колхоза имени Салавата Стерлитамакского района Башкирской АССР | 22.03.1966      | сельхоз         | Стерлитамакский район  | [ ГС 16 ]  |
| 17  | Багаутдинов Ягуда Гильмутдинович       | 03.01.1922 — 20.03.2000    | Бригадир колхоза «Октябрь» Чишминского района Башкирской АССР | 23.06.1966      | сельхоз         | Благоварский район     | [ ГС 17 ]  |
| 18  | Байбородов Фёдор Михайлович            | 17.11.1929 — 19.06.1985    | Старший аппаратчик Стерлитамакского завода синтетического каучука имени 50-летия Башкирской АССР Министерства химической промышленности СССР, Башкирская АССР                                                                | 15.01.1974      | химпром         | *Кировская область     | [ ГС 18 ]  |
| 19  | Байдин Николай Анатольевич             | 05.05.1919 — 07.07.1993    | Электросварщик строительно-монтажного управления № 74 треста «Нефтепроводмонтаж» Главгаза СССР, Башкирская АССР | 09.08.1958      | строительство   | *Пермский край         | [ ГС 19 ]  |
| 20  | Бакиров Мират Самикович                | 01.05.1931 — 30.12.2007    | Директор Уфимского химического завода Министерства химической промышленности СССР, Башкирская АССР | 20.04.1971      | химпром         | Кугарчинский район     | [ ГС 20 ]  |
| 21  | Баландин Василий Петрович              | 28.12.1904 — 23.03.1973    | Заместитель Народного Комиссара авиационной промышленности СССР, директор моторного завода № 26, Башкирская АССР, генерал-майор инженерно-авиационной службы                                                                 | 16.09.1945      | авиастроение    | *Москва                | [ ГС 21 ]  |
| 22  | Батанов Николай Яковлевич              | 12.09.1916 — 13.03.1983    | Первый секретарь Хайбуллинского райкома КПСС, Башкирская АССР | 11.01.1957      | госуправление   | *Оренбургская область  | [ ГС 22 ]  |
| 23  | Батырова Банат Хайрулловна             | 16.12.1904 — 19.07.1970    | Звеньевая колхоза «Идель» Кармаскалинского района Башкирской АССР | 02.04.1948      | сельхоз         | Кармаскалинский район  | [ ГС 23 ]  |
| 24  | Бахтияров Равиль Кудусович             | 04.01.1926 — 30.03.2001    | Электросварщик строительно-монтажного управления № 74 треста «Нефтепроводмонтаж» Министерства газовой промышленности СССР, Башкирская АССР                                                                                   | 14.10.1967      | строительство   | Благоварский район     | [ ГС 24 ]  |
| 25  | Бегулов Миннигул Султанович            | 20.10.1928 — 06.01.1973    | Каменщик строительного управления № 2 треста «Башненефтезаводстрой» Башкирского совнархоза | 09.08.1958      | строительство   | Ишимбайский район      | [ ГС 25 ]  |
| 26  | Безденежный Фёдор Ильич                | 23.02.1926 — 26.10.2001    | Оператор по подземному ремонту скважин нефтегазодобывающего управления «Арланнефть» объединения «Башнефть» Министерства нефтяной промышленности СССР, Башкирская АССР                                                        | 30.03.1971      | нефтепром       | Кармаскалинский район  | [ ГС 26 ]  |
| 27  | Богданова Галина Михайловна            | 19.02.1925 — 09.09.2013    | Шлифовщица Уфимского моторостроительного производственного объединения Министерства авиационной промышленности СССР, Башкирская АССР                                                                                         | 19.12.1975      | авиастроение    | *Ленинградская область | [ ГС 27 ]  |
| 28  | Бондаренко Григорий Трофимович         | род. 12.09.1934            | Бригадир монтажников производственно-монтажного управления № 5 Министерства монтажных и специальных строительных работ СССР, гор. Уфа Башкирской АССР                                                                        | 06.08.1975      | строительство   | *Николаевская область  | [ ГС 28 ]  |
| 29  | Буянов Иван Фёдорович                  | 09.10.1926 — 30.04.1976    | Комбайнёр совхоза «Октябрьский» Кугарчинского района Башкирской АССР | 08.04.1971      | сельхоз         | Кугарчинский район     | [ ГС 29 ]  |
| 30  | Валиев Ахматзагит Кадраевич            | 22.04.1930 — 02.12.2009    | Бригадир тракторного отряда колхоза имени Кирова Чекмагушевского района Башкирской АССР | 23.06.1966      | сельхоз         | Чекмагушевский район   | [ ГС 30 ]  |
| 31  | Вахитов Акмал Гильфанович              | 15.05.1900 — 21.11.1957    | Мастер подземного ремонта скважин треста «Ишимбайнефть» Министерства нефтяной промышленности восточных районов СССР, Башкирская АССР                                                                                         | 08.05.1948      | нефтепром       | *Татарстан             | [ ГС 31 ]  |
| 32  | Вахитов Шавали Мухаметович             | 15.12.1932 — 20.12.2020    | Дояр совхоза «Таймасовский» Кумертауского района Башкирской АССР | 22.03.1966      | сельхоз         | Куюргазинский район    | [ ГС 32 ]  |
| 33  | Вильданов Тимирбулат Миниханович       | 05.04.1928 — 28.01.2005    | Буровой мастер Уфимского управления буровых работ производственного объединения «Башнефть» Министерства нефтяной промышленности СССР, Башкирская АССР                                                                        | 11.03.1976      | нефтепром       | Туймазинский район     | [ ГС 33 ]  |
| 34  | Волкова Любовь Григорьевна             | 17.07.1927 — 31.10.2014    | Старший оператор Ново-Уфимского нефтеперерабатывающего завода Башкирского совнархоза | 07.03.1960      | нефтехимпром    | *Ярославская область   | [ ГС 34 ]  |
| 35  | Воробьёв Николай Алексеевич            | 28.11.1913 — 13.04.2000    | Управляющий трестом «Нефтепроводмонтаж» Государственного производственного комитета по газовой промышленности СССР, Башкирская АССР                                                                                          | 18.11.1964      | строительство   | *Свердловская область  | [ ГС 35 ]  |
| 36  | Габитов Мидхат Исмагилович             | 13.01.1925 — 10.10.2010    | Машинист экскаватора Башкирского медно-серного комбината Башкирского совнархоза | 09.06.1961      | металлургия     | Баймакский район       | [ ГС 36 ]  |
| 37  | Гаврилов Сергей Алексеевич             | 20.09.1914 — 21.05.1983    | Главный конструктор ОКБ-26 при Уфимском моторостроительном заводе Министерства авиационной промышленности СССР, Башкирская АССР                                                                                              | 19.12.1975      | авиастроение    | *Ивановская область    | [ ГС 37 ]  |
| 38  | Газиев Ислам Гареевич                  | род. 30.09.1929            | Машинист экскаватора строительно-монтажного управления № 1 треста «Востокпроводмеханизация» Министерства строительства предприятий нефтяной и газовой промышленности СССР, Башкирская АССР                                   | 20.02.1975      | строительство   | Аургазинский район     | [ ГС 38 ]  |
| 39  | Гайфуллин Миниахмет Зиннатович         | 28.08.1914 — 19.04.2002    | Буровой мастер конторы бурения нефтепромыслового управления «Ишимбайнефть» Башкирского совнархоза | 19.03.1959      | нефтепром       | Стерлитамакский район  | [ ГС 39 ]  |
| 40  | Гайфуллина Рамзия Мударисовна          | род. 12.12.1938            | Свинарка колхоза имени Матросова Туймазинского района Башкирской АССР | 07.03.1960      | сельхоз         | Туймазинский район     | [ ГС 40 ]  |
| 41  | Галиев Мунавир Мухаметаминович         | 01.08.1934 — 08.09.2012    | Председатель колхоза «Уныш» Дюртюлинского района Башкирской АССР | 29.08.1986      | сельхоз         | Чекмагушевский район   | [ ГС 41 ]  |
| 42  | Галимзянов Флюр Галимзянович           | 01.02.1932 — 28.01.2010    | Ведущий инженер Уфимского моторостроительного производственного объединения Министерства авиационной промышленности СССР, Башкирская АССР                                                                                    | 26.04.1971      | авиастроение    | Балтачевский район     | [ ГС 42 ]  |
| 43  | Галимов Мидхат Абдулнасырович          | 23.07.1932 — 15.08.2013    | Бригадир комплексной бригады специализированного управления № 7 строительного треста № 21 управления «Главбашстрой» Министерства промышленного строительства СССР, гор. Уфа Башкирской АССР                                  | 20.12.1978      | строительство   | Иглинский район        | [ ГС 43 ]  |
| 44  | Ганцева Лидия Ивановна                 | 06.01.1938 — 03.07.2000    | Доярка Уфимского совхоза Уфимского района Башкирской АССР | 22.03.1966      | сельхоз         | Нуримановский район    | [ ГС 44 ]  |
| 45  | Гараев Рафаил Закирович                | 15.09.1930 — 11.01.2010    | Бригадир каменщиков строительного треста № 21 Министерства промышленного строительства СССР, гор. Уфа Башкирской АССР | 05.04.1971      | строительство   | Мишкинский район       | [ ГС 45 ]  |
| 46  | Гаязова Гульслу Халиловна              | 13.10.1936 — 15.02.2004    | Штукатур-маляр Управления строительства Кармановской ГРЭС Министерства энергетики и электрификации СССР, Башкирская АССР | 03.01.1974      | энергетика      | Апастовский район      | [ ГС 46 ]  |
| 47  | Гилёва Мария Ивановна                  | 13.05.1929 — 08.04.2008    | Старшая доярка колхоза «Путь Ленина» Нуримановского района Башкирской АССР | 22.03.1966      | сельхоз         | Иглинский район        | [ ГС 47 ]  |
| 48  | Гильданов Халяф Гильванович            | 01.02.1932 — 07.01.1994    | Тракторист колхоза «Коммунар» Илишевского района Башкирской АССР | 10.02.1975      | сельхоз         | Илишевский район       | [ ГС 48 ]  |
| 49  | Гинин Николай Степанович               | 10.12.1925 — 15.08.1999    | Бригадир слесарей-монтажников Кармановского участка треста «Уралэнергомонтаж» Министерства энергетики и электрификации СССР, Башкирская АССР                                                                                 | 20.04.1971      | энергетика      | *Пермский край         | [ ГС 49 ]  |
| 50  | Гиниятуллина Альфиза Муллахматовна     | 17.10.1936 — 22.12.2019    | Оператор по добыче нефти и газа нефтегазодобывающего управления «Краснохолмскнефть» производственного объединения «Башнефть» Министерства нефтяной промышленности СССР, Башкирская АССР                                      | 02.07.1982      | нефтепром       | Янаульский район       | [ ГС 50 ]  |
| 51  | Гирфанов Султан Гирфанович             | 03.07.1913 — 31.03.1989    | Заведующий коневодческой фермой колхоза имени Кирова Кигинского района Башкирской АССР | 27.07.1948      | сельхоз         | Кигинский район        | [ ГС 51 ]  |
| 52  | Горбушина Нафиса Муллаяновна           | 20.08.1923 — 20.11.2012    | Мастер Новоуфимского швейно-производственного объединения «Мир» Министерства лёгкой промышленности РСФСР, Башкирская АССР | 09.06.1966      | легпром         | Благоварский район     | [ ГС 52 ]  |
| 53  | Громов Александр Петрович              | 29.03.1913 — 07.1987       | Слесарь Уфимского моторостроительного завода Министерства авиационной промышленности СССР, Башкирская АССР | 22.07.1966      | авиастроение    | *Ярославская область   | [ ГС 53 ]  |
| 54  | Гулина Эльвира Александровна           | 31.03.1936 — 21.01.2012    | Доярка Степановского птицесовхоза Благовещенского района Башкирской АССР | 06.09.1973      | сельхоз         | *Кабардино-Балкария    | [ ГС 54 ]  |
| 55  | Гумерова Фахира Мухаметшариповна       | 03.02.1921 — 28.07.1996    | Телятница Янгелевского зерносовхоза Абзелиловского района Башкирской АССР | 08.04.1971      | сельхоз         | Абзелиловский район    | [ ГС 55 ]  |
| 56  | Давлеткулова Ануза Шарифулловна        | 18.09.1935 — 19.01.2025    | Бригадир почтальонов Уфимского почтамта Министерства связи СССР, Башкирская АССР | 05.03.1976      | связь           | Благоварский район     | [ ГС 56 ]  |
| 57  | Даутов Зикаф Набиевич                  | 01.05.1935 — 03.01.2020    | Старший оператор Уфимского нефтеперерабатывающего завода Министерства нефтеперерабатывающей и нефтехимической промышленности СССР, Башкирская АССР                                                                           | 20.04.1971      | нефтехимпром    | Янаульский район       | [ ГС 57 ]  |
| 58  | Демичева Раиса Николаевна              | 20.01.1928 — 09.08.1995    | Бригадир комплексной бригады колхоза «Коммунар» Давлекановского района Башкирской АССР | 08.04.1971      | сельхоз         | Альшеевский район      | [ ГС 58 ]  |
| 59  | Диваев Рашит Мансурович                | 12.01.1929 — 07.09.2010    | Главный агроном колхоза «Октябрь» Аургазинского района Башкирской АССР | 08.04.1971      | сельхоз         | Аургазинский район     | [ ГС 59 ]  |
| 60  | Дульцев Василий Семёнович              | 08.11.1931 — 16.12.2014    | Оператор Магинского леспромхоза Министерства лесной и деревообрабатывающей промышленности СССР, Башкирская АССР | 07.05.1971      | леспром         | Караидельский район    | [ ГС 60 ]  |
| 61  | Дьяконов Владислав Дмитриевич          | 22.04.1928 — 13.08.2017    | Генеральный директор Уфимского моторостроительного производственного объединения Министерства авиационной промышленности СССР, Башкирская АССР                                                                               | 06.08.1980      | авиастроение    | *Вологодская область   | [ ГС 61 ]  |
| 62  | Еникеев Рифхат Салихович               | 09.05.1924 — 17.04.2000    | Председатель колхоза имени Карла Маркса Дюртюлинского района Башкирской АССР | 08.04.1971      | сельхоз         | Чекмагушевский район   | [ ГС 62 ]  |
| 63  | Живов Павел Евгеньевич                 | 15.03.1918 — 09.10.2001    | Скотник-пастух колхоза имени Ленина Ишимбайского района Башкирской АССР | 22.03.1966      | сельхоз         | Ишимбайский район      | [ ГС 63 ]  |
| 64  | Зайнагабдинов Салих Насретдинович      | 15.08.1931 — 22.10.2020    | Председатель колхоза имени Ленина Юмагузинского района Башкирской АССР | 08.04.1971      | сельхоз         | Мелеузовский район     | [ ГС 64 ]  |
| 65  | Зайнуллин Хамит Хисматуллович          | 15.04.1931 — 01.11.2000    | Тракторист колхоза «Чермасан» Чекмагушевского района Башкирской АССР | 08.04.1971      | сельхоз         | Чекмагушевский район   | [ ГС 65 ]  |
| 66  | Заманов Масхут Файзрахманович          | 17.01.1914 — 16.02.1988    | Комбайнёр Сибаевской МТС Баймакского района Башкирской АССР | 11.01.1957      | сельхоз         | Баймакский район       | [ ГС 66 ]  |
| 67  | Зарипов Хамитьян Камалович             | 15.08.1910 — 09.02.1990    | Председатель колхоза «Победа» Чекмагушевского района Башкирской АССР | 23.06.1966      | сельхоз         | Чекмагушевский район   | [ ГС 67 ]  |
| 68  | Зиннатуллин Рифкат Зиннатуллович       | 15.12.1928 — 15.11.2005    | Бригадир колхоза имени XXII партсъезда Илишевского района Башкирской АССР | 23.06.1966      | сельхоз         | Илишевский район       | [ ГС 68 ]  |
| 69  | Злыдников Дмитрий Афанасьевич          | 15.09.1928 — 11.03.1998    | Бригадир колхоза «Завет Ленина» Альшеевского района Башкирской АССР | 23.06.1966      | сельхоз         | Альшеевский район      | [ ГС 69 ]  |
| 70  | Иванов Евгений Григорьевич             | 26.11.1934 — 29.09.2016    | Бригадир монтажников строительного управления № 3 треста «Башнефтепромстрой» Министерства газовой промышленности СССР, Башкирская АССР                                                                                       | 30.03.1971      | строительство   | Дюртюлинский район     | [ ГС 70 ]  |
| 71  | Имангулов Динислам Исламович           | 10.09.1924 — 22.09.2014    | Электрослесарь-приборист Стерлитамакского содово-цементного комбината Министерства химической промышленности СССР, Башкирская АССР                                                                                           | 15.01.1974      | химпром         | Ишимбайский район      | [ ГС 71 ]  |
| 72  | Иноземцев Алексей Михайлович           | 13.03.1912 — 27.10.1967    | Сталевар мартеновского цеха Белорецкого металлургического завода Башкирского совнархоза | 19.07.1958      | металлургия     | *Пензенская область    | [ ГС 72 ]  |
| 73  | Искандарова Ханифа Сиражевна           | 20.03.1928 — 04.09.2020    | Учительница Аркаульской средней школы Салаватского района Башкирской АССР | 01.07.1968      | образование     | Салаватский район      | [ ГС 73 ]  |
| 74  | Истамгалин Сафа Галиуллович            | 13.08.1924 — 29.06.1992    | Тракторист совхоза «Урал» Абзелиловского района Башкирской АССР | 07.12.1973      | сельхоз         | Абзелиловский район    | [ ГС 74 ]  |
| 75  | Истамгулов Амир Мирасович              | 05.06.1931 — 03.08.2009    | Тракторист-машинист совхоза «Красная Башкирия» Абзелиловского района Башкирской АССР | 23.02.1981      | сельхоз         | Абзелиловский район    | [ ГС 75 ]  |
| 76  | Ихин Каюм Гимазетдинович               | 05.03.1931 — 04.04.2018    | Бригадир вышкомонтажников конторы бурения № 3 треста «Туймазабурнефть» объединения «Башнефть» Министерства нефтедобывающей промышленности СССР, Башкирская АССР                                                              | 23.05.1966      | нефтепром       | Туймазинский район     | [ ГС 76 ]  |
| 77  | Камалов Раиль Исмагилович              | 20.02.1932 — 24.03.1989    | Звеньевой колхоза имени Фрунзе Кармаскалинского района Башкирской АССР | 31.12.1965      | сельхоз         | Кармаскалинский район  | [ ГС 77 ]  |
| 78  | Камалова Лира Шариповна                | род. 07.11.1935            | Директор Бурибаевской средней школы, Хайбуллинский район Башкирской АССР | 27.06.1978      | образование     | Кугарчинский район     | [ ГС 78 ]  |
| 79  | Карамышев Лутфулла Гибадуллович        | 22.10.1917 — 27.03.1985    | Председатель исполкома Хайбуллинского районного Совета депутатов трудящихся, Башкирская АССР | 11.01.1957      | госуправление   | Мелеузовский район     | [ ГС 79 ]  |
| 80  | Каримов Мустафа Сафич (Мустай Карим)   | 20.10.1919 — 21.09.2005    | Поэт, писатель, народный поэт Башкирской АССР, гор. Уфа | 19.10.1979      | культура        | Чишминский район       | [ ГС 80 ]  |
| 81  | Каткова Тамара Ларионовна              | 06.07.1937 — 24.05.2022    | Старший мастер-маслодел Белебеевского городского молочного завода Министерства мясной и молочной промышленности РСФСР, Башкирская АССР                                                                                       | 16.01.1974      | пищепром        | Бирский район          | [ ГС 81 ]  |
| 82  | Киреев Арслан Идиятович                | 26.09.1908 — 14.06.1952    | Комбайнёр Чишминской МТС Башкирской АССР | 20.06.1951      | сельхоз         | Чишминский район       | [ ГС 82 ]  |
| 83  | Кириллова Евдокия Федотовна            | 15.04.1927 — 01.07.2005    | Старшая птичница колхоза «Ленинский путь» Бакалинского района Башкирской АССР | 22.03.1966      | сельхоз         | Бакалинский район      | [ ГС 83 ]  |
| 84  | Ковалёв Николай Григорьевич            | 01.05.1921 — 03.05.2002    | Директор Уфимского приборостроительного завода имени В. И. Ленина Министерства авиационной промышленности СССР, Башкирская АССР                                                                                              | 26.04.1971      | авиастроение    | *Ростовская область    | [ ГС 84 ]  |
| 85  | Корольков Григорий Михайлович          | 04.09.1934 — 20.04.2012    | Бригадир слесарей-монтажников Первого Уфимского монтажного управления треста «Востокнефтезаводмонтаж» Министерства монтажных и специальных строительных работ СССР, Башкирская АССР                                          | 28.08.1984      | строительство   | Буздякский район       | [ ГС 85 ]  |
| 86  | Коршунова Зоя Павловна                 | 24.10.1932 — 12.07.2018    | Бригадир совхоза имени Цюрупы Уфимского района Башкирской АССР | 07.12.1973      | сельхоз         | *Ярославская область   | [ ГС 86 ]  |
| 87  | Костарев Антон Дмитриевич              | 18.09.1928 — 15.08.1985    | Бригадир тракторной бригадой колхоза «Урал» Бирского района Башкирской АССР | 23.06.1966      | сельхоз         | Мишкинский район       | [ ГС 87 ]  |
| 88  | Краснова Зоя Игнатьевна                | 12.05.1938 — 16.01.2014    | Аппаратчица Салаватского нефтехимического комбината имени 50-летия СССР Министерства нефтеперерабатывающей и нефтехимической промышленности СССР, Башкирская АССР                                                            | 16.06.1975      | нефтехимпром    | Бирский район          | [ ГС 88 ]  |
| 89  | Креков Фёдор Андреевич                 | 19.02.1919 — 14.06.2007    | Машинист локомотивного депо Дёма Уфимской железной дороги, Башкирская АССР | 01.08.1959      | транспорт       | Уфимский район         | [ ГС 89 ]  |
| 90  | Крымгужин Гильметдин Сайфетдинович     | 01.07.1927 — 01.02.1991    | Бригадир полеводческой бригады совхоза «Башкирский» Зилаирского района Башкирской АССР | 08.04.1971      | сельхоз         | Хайбуллинский район    | [ ГС 90 ]  |
| 91  | Кувыкин Степан Иванович                | 07.11.1903 — 16.09.1974    | Начальник объединения «Башнефть» Министерства нефтяной промышленности восточных районов СССР, Башкирская АССР | 08.05.1948      | нефтепром       | *Саратовская область   | [ ГС 91 ]  |
| 92  | Кузнецов Константин Петрович           | 26.12.1912 — 02.05.1996    | Бывший управляющий Уфимским трестом № 21, ныне начальник управления строительства Башкирского совнархоза | 09.08.1958      | строительство   | Уфа                    | [ ГС 92 ]  |
| 93  | Кунакбаев Сабирзян Абдуллович          | 28.12.1901 — 03.07.1996    | Заведующий лабораторией Башкирского научно-исследовательского института земледелия и селекции полевых культур, гор. Уфа | 20.02.1987      | наука           | Кармаскалинский район  | [ ГС 93 ]  |
| 94  | Куприянов Иван Дмитриевич              | 15.09.1910 — 20.03.1962    | Буровой мастер конторы бурения № 1 треста «Туймазанефть» объединения «Башнефть» Министерства нефтяной промышленности восточных районов СССР, Башкирская АССР                                                                 | 08.05.1948      | нефтепром       | *Татарстан             | [ ГС 94 ]  |
| 95  | Кусаков Сабир Мухаметгалеевич          | 20.02.1929 — 09.08.1994    | Старший чабан Зианчуринского овцеводческого совхоза Зианчуринского района Башкирской АССР | 22.03.1966      | сельхоз         | Зианчуринский район    | [ ГС 95 ]  |
| 96  | Лаврентьев Пётр Денисович              | 11.01.1905 — 04.10.1979    | Главный инженер завода № 26 Наркомата авиационной промышленности СССР, Башкирская АССР | 16.09.1945      | авиастроение    | *Ростовская область    | [ ГС 96 ]  |
| 97  | Ломодуров Николай Зиновьевич           | 28.10.1909 — 03.05.1976    | Старший механик Базановской МТС Бирского района Башкирской АССР | 02.04.1948      | сельхоз         | Бирский район          | [ ГС 97 ]  |
| 98  | Мазитов Яудат Зиганурович              | род. 08.03.1943            | Бригадир каменщиков строительного управления № 1 треста «Салаватстрой» Министерства промышленного строительства СССР, гор. Салават Башкирской АССР                                                                           | 22.07.1985      | строительство   | Чекмагушевский район   | [ ГС 98 ]  |
| 99  | Мануров Рашид Нигматуллович            | 18.07.1926 — 21.07.1993    | Машинист электровоза локомотивного депо Дёма Куйбышевской железной дороги, Башкирская АССР | 04.08.1966      | транспорт       | Буздякский район       | [ ГС 99 ]  |
| 100 | Марданшина Ляйла Ханиповна             | 15.05.1927 — 10.09.2017    | Оператор промысла № 5 нефтепромыслового управления «Туймазанефть» Башкирского совнархоза, Туймазинский район | 19.03.1959      | нефтепром       | Илишевский район       | [ ГС 100 ] |
| 101 | Машкин Фёдор Иванович                  | 19.02.1930 — 06.03.2002    | Первый секретарь Стерлитамакского райкома КПСС, Башкирская АССР | 23.02.1981      | госуправление   | Давлекановский район   | [ ГС 101 ] |
| 102 | Мелихов Василий Михайлович             | 13.07.1914 — 07.07.1990    | Бригадир слесарей-монтажников Уфимского строительно-монтажного управления № 1 треста «Востокнефтезаводмонтаж» Министерства монтажных и специальных строительных работ СССР, Башкирская АССР                                  | 26.07.1966      | строительство   | *Оренбургская область  | [ ГС 102 ] |
| 103 | Минекаев Масгут Габдрахманович         | 11.04.1930 — 15.06.2018    | Старший оператор Миннибаевского газобензинового завода имени Ленинского Комсомола Министерства газовой промышленности СССР, Башкирская АССР                                                                                  | 01.07.1966      | газпром         | *Татарстан             | [ ГС 103 ] |
| 104 | Михайлов Дмитрий Иванович              | 07.11.1919 — 05.12.12.2018 | Буровой мастер конторы бурения № 1 треста «Туймазабурнефть» объединения «Башнефть» Министерства нефтедобывающей промышленности СССР, Башкирская АССР                                                                         | 23.05.1966      | нефтепром       | Шаранский район        | [ ГС 104 ] |
| 105 | Муллакаева Нурия Камалетдиновна        | 15.07.1931 — 04.11.2000    | Флотатор обогатительной фабрики Башкирского медно-серного комбината Министерства цветной металлургии СССР, гор. Сибай Башкирской АССР                                                                                        | 10.03.1976      | металлургия     | Сибай                  | [ ГС 105 ] |
| 106 | Муратов Гайнутдин Габдрахманович       | 20.11.1913 — 06.06.1986    | Старший оператор Ново-Уфимского нефтеперерабатывающего завода Башкирского совнархоза | 19.03.1959      | нефтехимпром    | Чекмагушевский район   | [ ГС 106 ] |
| 107 | Мусин Амир Шагалеевич                  | 05.07.1937 — 27.11.2017    | Старший оператор Уфимского нефтеперерабатывающего завода имени XXII съезда КПСС территориального объединения «Башнефтехимзаводы» Министерства нефтеперерабатывающей и нефтехимической промышленности СССР, Башкирская АССР   | 13.06.1980      | нефтехимпром    | Кугарчинский район     | [ ГС 107 ] |
| 108 | Мухаметдинова Сагида Хашимовна         | 25.09.1931 — 19.03.2018    | Канатчица Белорецкого металлургического комбината имени М. И. Калинина Министерства чёрной металлургии СССР, Башкирская АССР                                                                                                 | 02.03.1981      | металлургия     | Белорецкий район       | [ ГС 108 ] |
| 109 | Мухутдинов Хаким Гайфуллинович         | 22.07.1922 — 26.05.1988    | Комбайнёр Учалинской МТС Башкирской АССР | 23.08.1951      | сельхоз         | Учалинский район       | [ ГС 109 ] |
| 110 | Надькин Павел Николаевич               | 11.02.1911 — 05.05.1996    | Председатель колхоза имени Калинина Баймакского района Башкирской АССР | 11.01.1957      | сельхоз         | *Челябинская область   | [ ГС 110 ] |
| 111 | Назмиев Тимерхан Сафуанович            | 18.06.1923 — 18.05.2004    | Председатель колхоза «Искра» Илишевского района Башкирской АССР | 08.04.1971      | сельхоз         | Илишевский район       | [ ГС 111 ] |
| 112 | Накеев Агля Рахманович                 | 11.07.1908 — 04.06.1976    | Директор Зилаирского зерносовхоза Баймакского района Башкирской АССР | 11.01.1957      | сельхоз         | Альшеевский район      | [ ГС 112 ] |
| 113 | Насыров Гиният Галиакберович           | 05.01.1929 — 11.06.1980    | Звеньевой колхоза имени Маркса Баймакского района Башкирской АССР | 02.04.1948      | сельхоз         | Баймакский район       | [ ГС 113 ] |
| 114 | Нафиков Галимьян Харисович             | 06.12.1938 — 28.07.2011    | Бригадир изоляционно-укладочной колонны строительного управления № 7 треста «Востокнефтепроводстрой» Министерства строительства предприятий нефтяной и газовой промышленности СССР, Башкирская АССР                          | 05.10.1973      | строительство   | Туймазинский район     | [ ГС 114 ] |
| 115 | Нестеров Дмитрий Леонтьевич            | 08.11.1899 — 24.01.1986    | Старший агроном Давлекановской МТС Башкирской АССР | 02.04.1948      | сельхоз         | *Самарская область     | [ ГС 115 ] |
| 116 | Нигаматуллин Рамазан Муллагалеевич     | 16.07.1924 — 19.02.2002    | Машинист экскаватора Учалинского горно-обогатительного комбината Министерства цветной металлургии СССР, Башкирская АССР | 20.05.1966      | металлургия     | Учалинский район       | [ ГС 116 ] |
| 117 | Нигматуллина Фира Гарифовна            | 31.03.1933 — 21.02.2001    | Доярка Суванякского совхоза Баймакского района Башкирской АССР | 10.03.1976      | сельхоз         | Баймакский район       | [ ГС 117 ] |
| 118 | Никитин Николай Моисеевич              | 19.12.1926 — 14.10.2008    | Бригадир колхоза имени Мичурина Аургазинского района Башкирской АССР | 23.02.1981      | сельхоз         | Аургазинский район     | [ ГС 118 ] |
| 119 | Никифоров Михаил Тихонович             | 07.11.1918 — 30.10.1993    | Управляющий отделением Буздякского совхоза Буздякского района Башкирской АССР | 23.06.1966      | сельхоз         | Буздякский район       | [ ГС 119 ] |
| 120 | Нухов Фарид Аюпович                    | 21.03.1930 — 19.03.1990    | Слесарь-сборщик авиационных двигателей Уфимского моторостроительного завода Министерства авиационной промышленности СССР, Башкирская АССР                                                                                    | 19.12.1975      | авиастроение    | Иглинский район        | [ ГС 120 ] |
| 121 | Ожегова Анастасия Васильевна           | 11.11.1922 — 18.12.1999    | Трактористка колхоза «Россия» Дуванского района Башкирской АССР | 08.04.1971      | сельхоз         | Дуванский район        | [ ГС 121 ] |
| 122 | Павлов Фёдор Максимович                | 17.08.1905 — 12.03.1996    | Директор Давлекановской машинно-тракторной станции, Башкирская АССР | 02.04.1948      | сельхоз         | Кугарчинский район     | [ ГС 122 ] |
| 123 | Петров Борис Ильич                     | 28.08.1929 — 23.08.2004    | Директор Матраевского совхоза Хайбуллинского района Башкирская АССР | 08.04.1971      | сельхоз         | Белебеевский район     | [ ГС 123 ] |
| 124 | Поляковский Иосиф Болеславович         | 14.09.1925 — 26.05.1981    | Мастер буровой бригады конторы бурения № 1 треста «Туймазабурнефть» объединения «Башнефть», Башкирская АССР | 06.01.1966      | нефтепром       | *Киевская область      | [ ГС 124 ] |
| 125 | Птицина Анастасия Евстафьевна          | 13.06.1915 — 23.05.1994    | Телятница Демского совхоза Бижбулякского района Башкирской АССР | 22.03.1966      | сельхоз         | Бижбулякский район     | [ ГС 125 ] |
| 126 | Разяпов Шифа Гарифуллович              | 15.01.1925 — 01.10.2011    | Тракторист колхоза «Башкортостан» Миякинского района Башкирской АССР | 23.06.1966      | сельхоз         | Миякинский район       | [ ГС 126 ] |
| 127 | Рассказов Иван Павлович                | 26.08.1917 — 28.02.1980    | Фрезеровщик-инструментальщик Уфимского завода аппаратуры связи Министерства радиопромышленности СССР, Башкирская АССР | 26.04.1971      | радиопром       | Кушнаренковский район  | [ ГС 127 ] |
| 128 | Рахманов Талгат Лутфуллович            | 15.06.1920 — 24.08.2010    | Первый секретарь Илишевского райкома КПСС, Башкирская АССР | 22.03.1966      | госуправление   | Илишевский район       | [ ГС 128 ] |
| 129 | Рябов Фёдор Андреевич                  | 20.01.1914 — 05.02.1962    | Бригадир тракторной бригады Базановской машинно-тракторной станции Бирского района Башкирской АССР | 02.04.1948      | сельхоз         | Бирский район          | [ ГС 129 ] |
| 130 | Садыков Фарит Шамсутдинович            | 29.09.1927 — 20.12.1987    | Звеньевой колхоза имени Фрунзе Кармаскалинского района Башкирской АССР | 07.12.1973      | сельхоз         | Кармаскалинский район  | [ ГС 130 ] |
| 131 | Сакаева Мастура Фахрутдиновна          | 15.01.1916 — 16.05.2007    | Заведующая отделением республиканской больницы, гор. Уфа Башкирской АССР | 04.02.1969      | здравоохранение | Буздякский район       | [ ГС 131 ] |
| 132 | Салимов Мухамет Каримович              | 14.02.1925 — 04.12.2000    | Бригадир плотников строительно-монтажного поезда № 826 треста «Уфимтрансстрой» Министерства транспортного строительства СССР, Башкирская АССР                                                                                | 28.07.1966      | строительство   | Миякинский район       | [ ГС 132 ] |
| 133 | Салимов Сабах Мухамадеевич             | 15.03.1930 — 22.12.1997    | Старший оператор Уфимского нефтеперерабатывающего завода имени XXII съезда КПСС Министерства нефтеперерабатывающей и нефтехимической промышленности СССР, Башкирская АССР                                                    | 16.06.1975      | нефтехимпром    | Буздякский район       | [ ГС 133 ] |
| 134 | Салтыкова Федосия Петровна             | 05.04.1927 — 01.03.2007    | Свинарка колхоза имени М. Горького Кугарчинского района Башкирской АССР | 22.03.1966      | сельхоз         | Кугарчинский район     | [ ГС 134 ] |
| 135 | Самарин Виктор Сергеевич               | 13.06.1912 — 09.08.1979    | Управляющий трестом «Башспецнефтестрой» Главбашстроя Министерства промышленного строительства СССР, гор. Уфа Башкирской АССР                                                                                                 | 05.04.1971      | строительство   | Стерлитамак            | [ ГС 135 ] |
| 136 | Самсонов Александр Максимович          | род. 17.02.1935            | Бригадир комплексной бригады строительного управления № 1 треста «Башнефтепромстрой» Министерства газовой промышленности СССР, Башкирская АССР                                                                               | 01.07.1966      | строительство   | *Оренбургская область  | [ ГС 136 ] |
| 137 | Саньярова Минегул Агельмухаметовна     | 09.09.1929 — 12.02.2010    | Каменщица треста № 3 Главбашстроя Министерства промышленного строительства СССР, гор. Уфа Башкирской АССР | 06.08.1975      | строительство   | Гафурийский район      | [ ГС 137 ] |
| 138 | Саттаров Минибай Зайнутдинович         | 12.05.1929 — 21.03.2015    | Старший аппаратчик цеха № 28 химического завода Салаватского нефтехимического комбината, Башкирская АССР | 28.05.1966      | нефтехимпром    | Аургазинский район     | [ ГС 138 ] |
| 139 | Сафин Гатфан Гизетдинович              | 20.05.1920 — 15.06.2012    | Бригадир колхоза «Узянь» Аургазинского района Башкирской АССР | 23.06.1966      | сельхоз         | Аургазинский район     | [ ГС 139 ] |
| 140 | Сафиуллин Гиндулла Гизатуллович        | 07.05.1933 — 30.09.2016    | Комбайнёр колхоза имени Ленина Давлекановского района Башкирской АССР | 12.04.1979      | сельхоз         | Давлекановский район   | [ ГС 140 ] |
| 141 | Сергеев Пётр Васильевич                | 18.07.1929 — 14.11.1981    | Тракторист колхоза имени М. Горького Бижбулякского района Башкирской АССР | 08.04.1971      | сельхоз         | Бижбулякский район     | [ ГС 141 ] |
| 142 | Солонин Василий Степанович             | 25.12.1914 — 02.12.1980    | Звеньевой зернового совхоза «Зилаирский» Министерства совхозов СССР, Баймакский район Башкирской АССР | 29.04.1948      | сельхоз         | *Оренбургская область  | [ ГС 142 ] |
| 143 | Стариков Алексей Маркович              | 30.03.1909 — 14.03.1984    | Управляющий трестом «Башнефтезаводстрой» Министерства промышленного строительства СССР, Башкирская АССР | 11.08.1966      | строительство   | *Алтайский край        | [ ГС 143 ] |
| 144 | Столяров Евгений Васильевич            | 22.02.1922 — 22.03.1985    | Генеральный директор производственного объединения «Башнефть» Министерства нефтяной промышленности СССР, Башкирская АССР | 06.02.1981      | нефтепром       | *Татарстан             | [ ГС 144 ] |
| 145 | Стоянов Александр Васильевич           | 30.08.1918 — 19.06.1971    | Бригадир колхоза «1 Мая» Давлекановского района Башкирской АССР | 02.04.1948      | сельхоз         | Давлекановский район   | [ ГС 145 ] |
| 146 | Субаев Фатых Юсупович                  | 05.07.1911 — 26.09.1978    | Шофёр автоколонны № 1222 Башкирского управления автомобильного транспорта Министерства автомобильного транспорта и шоссейных дорог РСФСР, гор. Уфа                                                                           | 05.10.1966      | транспорт       | Буздякский район       | [ ГС 146 ] |
| 147 | Сулейманов Кильдебай Сулейманович      | 27.01.1943 — 23.03.2021    | Скотник Таналыкского совхоза Хайбуллинского района Башкирской АССР | 06.09.1973      | сельхоз         | Хайбуллинский район    | [ ГС 147 ] |
| 148 | Сулейманов Фатих Каюмович              | 25.07.1924 — 14.05.1997    | Волочильщик Белорецкого металлургического комбината Министерства чёрной металлургии СССР, Башкирская АССР | 22.03.1966      | металлургия     | Туймазинский район     | [ ГС 148 ] |
| 149 | Султанов Хатмулла Асылгареевич         | 20.08.1924 — 04.03.1994    | Бурильщик Октябрьского управления буровых работ объединения «Башнефть» Министерства нефтяной промышленности СССР, Башкирская АССР                                                                                            | 30.03.1971      | нефтепром       | Буздякский район       | [ ГС 149 ] |
| 150 | Султанов Шариф Хабибуллинович          | 09.08.1913 — 10.05.1998    | Председатель колхоза имени Салавата Кушнаренковского района Башкирской АССР | 22.03.1966      | сельхоз         | Кушнаренковский район  | [ ГС 150 ] |
| 151 | Сунарчин Аваль Хаджаевич               | 28.10.1911 — 06.01.1995    | Управляющий трестом «Востокнефтепроводстрой» Министерства газовой промышленности СССР, Башкирская АССР | 30.03.1971      | строительство   | Белокатайский район    | [ ГС 151 ] |
| 152 | Суфиянова Сафура Рафиковна             | 01.07.1930 — 19.10.2001    | Доярка колхоза «Завет Ленина» Альшеевского района Башкирской АССР | 08.04.1971      | сельхоз         | Альшеевский район      | [ ГС 152 ] |
| 153 | Тагиров Фахразей Ахмадеевич            | 23.05.1928 — 26.09.2019    | Старший мастер Центральных электросетей «Башкирэнерго» Министерства энергетики и электрификации СССР, гор. Уфа Башкирской АССР                                                                                               | 20.04.1971      | энергетика      | Гафурийский район      | [ ГС 153 ] |
| 154 | Тайсин Вафир Нурисламович              | 06.08.1927 — 10.01.1995    | Бригадир тракторной бригады Альмухаметовской МТС Абзелиловского района Башкирской АССР | 11.01.1957      | сельхоз         | Абзелиловский район    | [ ГС 154 ] |
| 155 | Тарасенко Николай Евдокимович          | 09.05.1908 — 20.07.1974    | Старший механик Давлекановской МТС Башкирской АССР | 02.04.1948      | сельхоз         | Давлекановский район   | [ ГС 155 ] |
| 156 | Теляшев Гумер Гарифович                | 13.12.1931 — 02.06.2016    | Начальник установки Ново-Уфимского нефтеперерабатывающего завода Башкирского совнархоза | 28.05.1960      | нефтехимпром    | Давлекановский район   | [ ГС 156 ] |
| 157 | Титов Борис Иванович                   | 02.01.1904 — 28.02.1992    | Старший агроном Базановской МТС Бирского района Башкирской АССР | 02.04.1948      | сельхоз         | *Омская область        | [ ГС 157 ] |
| 158 | Тишина Анастасия Фёдоровна             | 25.12.1914 — 11.10.2002    | Токарь Уфимского завода аппаратуры связи Министерства радиопромышленности СССР, Башкирская АССР | 29.07.1966      | радиопром       | *Орловская область     | [ ГС 158 ] |
| 159 | Трофимук Андрей Алексеевич             | 16.08.1911 — 24.03.1999    | Главный геолог Башнефтекомбината Народного Комиссариата нефтяной промышленности СССР, Башкирская АССР | 24.01.1944      | нефтепром       | *Брестская область     | [ ГС 159 ] |
| 160 | Тухватуллин Якуб Зайнуллович           | 08.06.1923 — 16.08.2010    | Мастер Уфимской ТЭЦ № 2 Башкирэнерго Министерства энергетики и электрификации СССР, Башкирская АССР | 04.10.1966      | энергетика      | Буздякский район       | [ ГС 160 ] |
| 161 | Усманов Юнир Бареевич                  | 20.09.1931 — 02.08.2012    | Старший аппаратчик Стерлитамакского содово-цементного комбината Министерства химической промышленности СССР, Башкирская АССР                                                                                                 | 28.05.1966      | химпром         | Стерлитамак            | [ ГС 161 ] |
| 162 | Фазлиахметова Насима Миннигалеевна     | 28.12.1931 — 29.12.1996    | Телятница колхоза имени Мажита Гафури Мелеузовского района Башкирской АССР | 22.03.1966      | сельхоз         | Мелеузовский район     | [ ГС 162 ] |
| 163 | Фаизов Файзрахман Валетдинович         | 16.12.1921 — 19.10.1998    | Комбайнёр Чишминской МТС Башкирской АССР | 10.07.1952      | сельхоз         | Чишминский район       | [ ГС 163 ] |
| 164 | Фаизов Фануз Фаизович                  | 22.06.1935 — 15.11.2009    | Бурильщик Краснохолмского управления буровых работ производственного объединения «Башнефть» Министерства нефтяной промышленности СССР, Башкирская АССР                                                                       | 06.02.1981      | нефтепром       | Мишкинский район       | [ ГС 164 ] |
| 165 | Файзуллин Абдулла Мухаметдинович       | 07.08.1929 — 27.12.2014    | Тракторист-машинист Матраевского совхоза Хайбуллинского района Башкирской АССР | 19.04.1967      | сельхоз         | Хайбуллинский район    | [ ГС 165 ] |
| 166 | Файзуллин Мидхат Мусиевич              | 01.01.1925 — 28.05.1998    | Газоэлектросварщик треста «Ишимбайгоргаз», Ишимбайский район Башкирской АССР | 07.05.1971      | жилкомхоз       | Стерлитамакский район  | [ ГС 166 ] |
| 167 | Файзуллина Гавгар Садыковна            | 10.06.1924 — 06.04.1987    | Доярка колхоза «Красный Октябрь» Баймакского района Башкирской АССР | 22.03.1966      | сельхоз         | Баймакский район       | [ ГС 167 ] |
| 168 | Фаткуллин Губай Салимович              | 18.08.1914 — 05.09.2012    | Председатель колхоза «Совет» Учалинского района Башкирской АССР | 11.01.1957      | сельхоз         | Учалинский район       | [ ГС 168 ] |
| 169 | Фатхуллин Ашраф Ахметович              | 10.03.1927 — 26.12.2004    | Машинист бурового станка Башкирского медносерного комбината Министерства цветной металлургии СССР | 30.03.1971      | металлургия     | Баймакский район       | [ ГС 169 ] |
| 170 | Фахрисламов Мухаметнур Хабибрахманович | 06.08.1921 — 31.01.1952    | Бригадир полеводческой бригады картофелеводческого совхоза имени Цюрупы Министерства пищевой промышленности СССР, Уфимский район Башкирской АССР                                                                             | 01.11.1951      | сельхоз         | Кармаскалинский район  | [ ГС 170 ] |
| 171 | Ферин Михаил Алексеевич                | 14.12.1907 — 29.07.1979    | Директор завода № 26 Министерства авиационной промышленности СССР, гор. Уфа Башкирской АССР | 12.07.1957      | авиастроение    | *Тверская область      | [ ГС 171 ] |
| 172 | Хабибуллин Мубаракша Сафиуллович       | 23.04.1917 — 09.11.1997    | Оператор подземного ремонта скважин нефтепромыслового управления «Аксаковнефть» объединения «Башнефть» Министерства нефтедобывающей промышленности СССР, Башкирская АССР                                                     | 23.05.1966      | нефтепром       | Стерлитамакский район  | [ ГС 172 ] |
| 173 | Хайбуллин Газимулла Гайнуллович        | 12.08.1927 — 16.09.1995    | Токарь завода «Гидравлика» Министерства авиационной промышленности СССР, гор. Уфа Башкирской АССР | 26.04.1971      | авиастроение    | Кигинский район        | [ ГС 173 ] |
| 174 | Халиуллин Айрат Насибуллович           | 16.05.1934 — 12.07.2000    | Бригадир механизированной колонны строительного управления № 3 треста «Востокнефтепроводстрой» Государственного производственного комитета по газовой промышленности СССР, Башкирская АССР                                   | 18.11.1964      | строительство   | Туймазинский район     | [ ГС 174 ] |
| 175 | Хамидуллин Аксан Абдурахманович        | 17.12.1928 — 27.12.2000    | Бурильщик капитального ремонта скважин нефтегазодобывающего управления «Ишимбайнефть» объединения «Башнефть» Министерства нефтяной промышленности СССР, Башкирская АССР                                                      | 30.03.1971      | нефтепром       | Ишимбайский район      | [ ГС 175 ] |
| 176 | Хамидуллин Марат Уметбаевич            | 02.01.1936 — 13.01.2011    | Токарь-расточник Салаватского производственного объединения «Салаватнефтеоргсинтез» имени 50-летия СССР Министерства нефтеперерабатывающей и нефтехимической промышленности СССР, Башкирская АССР                            | 22.07.1985      | нефтехимпром    | Ишимбайский район      | [ ГС 176 ] |
| 177 | Хасанов Дамир Юсупович                 | 24.12.1938 — 14.05.2005    | Электросварщик строительно-монтажного управления № 74 треста «Нефтепроводмонтаж» Министерства строительства предприятий нефтяной и газовой промышленности СССР, Башкирская АССР                                              | 29.11.1984      | строительство   | Благоварский район     | [ ГС 177 ] |
| 178 | Хафизов Мидхат Габдраупович            | род. 26.06.1933            | Старший оператор Ново-Уфимского нефтеперерабатывающего завода Министерства нефтеперерабатывающей и нефтехимической промышленности СССР, Башкирская АССР                                                                      | 13.05.1977      | нефтехимпром    | Миякинский район       | [ ГС 178 ] |
| 179 | Хисматуллин Гарифьян Рахимьянович      | 09.08.1932 — 15.11.2004    | Тракторист-машинист Первомайского совхоза Стерлитамакского района Башкирской АССР | 08.04.1971      | сельхоз         | Аургазинский район     | [ ГС 179 ] |
| 180 | Хурамшин Талгат Закирович              | 01.05.1932 — 03.03.2019    | Директор Новоуфимского нефтеперерабатывающего завода Министерства нефтеперерабатывающей и нефтехимической промышленности СССР, Башкирская АССР                                                                               | 20.04.1971      | нефтехимпром    | Чишминский район       | [ ГС 180 ] |
| 181 | Чикаев Хаернас Ильясович               | 16.06.1925 — 27.07.2012    | Токарь Уфимского моторостроительного производственного объединения Министерства авиационной промышленности СССР, Башкирская АССР                                                                                             | 06.08.1980      | авиастроение    | Мишкинский район       | [ ГС 181 ] |
| 182 | Чуева Анна Николаевна                  | 22.05.1895 — 07.07.1973    | Колхозница колхоза «Золотой колос» Кумертауского района Башкирской АССР | 30.04.1966      | сельхоз         | *Белгородская область  | [ ГС 182 ] |
| 183 | Шаймухаметов Муфтахутдин Бадретдинович | 27.07.1911 — 14.09.1979    | Старший оператор Уфимского нефтеперерабатывающего завода Башкирского совнархоза | 19.03.1959      | нефтехимпром    | Нуримановский район    | [ ГС 183 ] |
| 184 | Шакиров Мидхат Закирович               | 05.10.1916 — 01.05.2004    | Первый секретарь Башкирского обкома КПСС | 23.02.1981      | госуправление   | Уфа                    | [ ГС 184 ] |
| 185 | Шарипов Ахсан Шарипович                | 17.08.1927 — 14.03.2004    | Председатель колхоза имени Калинина Кигинского района Башкирской АССР | 23.02.1981      | сельхоз         | Балтачевский район     | [ ГС 185 ] |
| 186 | Шарипов Ришат Мусинович                | 01.01.1933 — 17.06.2004    | Бригадир комплексной бригады Уфимского приборостроительного завода Министерства авиационной промышленности СССР, Башкирская АССР                                                                                             | 10.06.1977      | авиастроение    | Чекмагушевский район   | [ ГС 186 ] |
| 187 | Шарков Гаврил Антонович                | 01.01.1927 — 18.03.2002    | Машинист экскаватора угольного карьера комбината «Башкируголь» Министерства угольной промышленности СССР, Башкирская АССР | 29.06.1966      | углепром        | Куюргазинский район    | [ ГС 187 ] |
| 188 | Шаяхметов Фазулла Зайнуллович          | 22.01.1929 — 10.11.2002    | Начальник тракторного отряда колхоза «Коммунар» Учалинского района Башкирской АССР | 23.06.1966      | сельхоз         | Учалинский район       | [ ГС 188 ] |
| 189 | Шерстобитов Евгений Павлович           | 24.09.1938 — 08.06.2024    | Машинист компрессоров Уфимского завода синтетического спирта имени 40-летия ВЛКСМ территориального объединения «Башнефтехимзаводы» Министерства нефтеперерабатывающей и нефтехимической промышленности СССР, Башкирская АССР | 13.06.1980      | нефтехимпром    | Бирский район          | [ ГС 189 ] |
| 190 | Шинкова Матрёна Васильевна             | 09.04.1921 — 11.05.2014    | Свинарка племенного завода имени М. Горького Белебеевского района Башкирской АССР | 22.03.1966      | сельхоз         | Бавлинский район       | [ ГС 190 ] |
| 191 | Юсупов Ринат Шайхуллович               | 01.01.1947 — 11.11.2020    | Тракторист колхоза имени Карла Маркса Чекмагушевского района Башкирской АССР | 23.12.1976      | сельхоз         | Чекмагушевский район   | [ ГС 191 ] |
| 192 | Юсупов Хамит Габбасович                | 15.06.1917 — 21.01.1993    | Бульдозерист конторы строймеханизации управления по строительству Салаватского нефтехимического комбината, Башкирская АССР                                                                                                   | 09.08.1958      | нефтехимпром    | Альшеевский район      | [ ГС 192 ] |
| 193 | Якупов Гильман Гирфанович              | 20.03.1925 — 13.02.2012    | Первый секретарь Хайбуллинского райкома КПСС, Башкирская АССР | 08.04.1971      | госуправление   | Баймакский район       | [ ГС 193 ] |
| 194 | Янгиреев Давлеткирей Саитгареевич      | 15.09.1927 — 20.05.1999    | Бригадир малой комплексной бригады Белорецкого леспромхоза Министерства лесной, целлюлозно-бумажной и деревообрабатывающей промышленности СССР, Башкирская АССР                                                              | 17.09.1966      | леспром         | Белорецкий район       | [ ГС 194 ] |
| 195 | Яхин Риза Хажиахметович                | 13.06.1935 — 15.12.1998    | Комбайнёр совхоза «Зилаирский» Баймакского района Башкирской АССР | 23.12.1976      | сельхоз         | Баймакский район       | [ ГС 195 ] |
| 196 | Яхин Фазылгаян Фаткулбаянович          | 09.06.1923 — 25.06.1999    | Председатель колхоза «Октябрь» Илишевского района Башкирской АССР | 23.06.1966      | сельхоз         | Илишевский район       | [ ГС 196 ] |

## Уроженцы Башкортостана, удостоенные звания Героя Социалистического Труда в других регионах СССР
| № | Фамилия, имя, отчество     | Даты жизни              | Деятельность | Дата присвоения       | Отрасль     | Место рождения   | ГС       |
| - | -------------------------- | ----------------------- | --- | --------------------- | ----------- | ---------------- | -------- |
| 1 | Наумкин Василий Дмитриевич | 14.01.1936 — 10.08.1993 | Газовщик Магнитогорского металлургического комбината имени В. И. Ленина Министерства чёрной металлургии СССР, гор. Магнитогорск Челябинской области | 05.03.1976 19.09.1985 | металлургия | Белорецкий район | [ ГС 1 ] |

| №  | Фамилия, имя, отчество                   | Даты жизни              | Деятельность | Дата присвоения | Отрасль         | Место рождения        | ГС        |
| -- | ---------------------------------------- | ----------------------- | --- | --------------- | --------------- | --------------------- | --------- |
| 1  | Аглямов Нагим Харисламович               | 15.08.1932 — 24.12.2008 | Бригадир монтажников Заинского монтажного участка треста «Гидромонтаж» Министерства энергетики и электрификации СССР, Татарская АССР                                                                                | 15.04.1977      | энергетика      | Мишкинский район      | [ ГС 2 ]  |
| 2  | Антошкин Евгений Порфирьевич             | 20.01.1932 — 01.09.2010 | Бригадир машинистов экскаватора Соколовско-Сарбайского обогатительного комбината Министерства чёрной металлургии СССР, Кустанайская область                                                                         | 30.03.1971      | металлургия     | Стерлибашевский район | [ ГС 3 ]  |
| 3  | Арестов Анатолий Васильевич              | 17.01.1922 — 18.01.2017 | Мастер подземного ремонта скважин нефтегазодобывающего управления «Иркеннефть» объединения «Татнефть» Министерства нефтяной промышленности СССР, Татарская АССР                                                     | 30.03.1971      | нефтепром       | Дуванский район       | [ ГС 4 ]  |
| 4  | Артамонов Михаил Петрович                | 22.10.1914 — 02.02.1966 | Старший мастер мартеновского цеха Магнитогорского металлургического комбината Челябинского совнархоза | 19.07.1958      | металлургия     | Стерлитамак           | [ ГС 5 ]  |
| 5  | Асхадуллин Фидус Фаизович                | род. 12.12.1941         | Старший мастер атомной паропроизводительной установки ледокола «Арктика» Мурманского морского пароходства Министерства морского флота СССР                                                                          | 14.09.1977      | транспорт       | Янаульский район      | [ ГС 6 ]  |
| 6  | Батыршин Накий Хурамшинович              | 11.04.1932 — 28.05.2002 | Бригадир комплексной бригады управления «Промстрой» № 5 треста «Соколоврудстрой», Кустанайская область | 11.08.1966      | строительство   | Стерлибашевский район | [ ГС 7 ]  |
| 7  | Белозёров Иван Семёнович                 | 08.03.1925 — 27.05.1988 | Старший буровой мастер нефтеразведочной экспедиции № 2 треста «Печорнефтегазразведка» Министерства геологии РСФСР, гор. Ухта Коми АССР                                                                              | 20.04.1971      | геология        | Туймазинский район    | [ ГС 8 ]  |
| 8  | Бехтерев Александр Михайлович            | 22.08.1940 — 29.03.1995 | Бригадир монтажников Череповецкого специализированного строительно-монтажного управления № 1 треста «Центрдомнаремонт» Министерства чёрной металлургии СССР, Вологодская область                                    | 07.05.1986      | металлургия     |                       |           |
| 9  | Бочаров Фёдор Васильевич                 | 18.02.1930 — 08.02.1993 | Драгер прииска «Дражный» треста «Лензолото» Министерства цветной металлургии СССР, Бодайбинский район Иркутской области                                                                                             | 20.05.1966      | металлургия     |                       | [ ГС 9 ]  |
| 10 | Брехов Константин Степанович             | 26.01.1915 — 1973       | Машинист крана-трубоукладчика строительно-монтажного управления № 1 треста «Ленгазспецстрой» Министерства газовой промышленности СССР, гор. Ленинград                                                               | 30.03.1971      | строительство   | Караидельский район   | [ ГС 10 ] |
| 11 | Булгаков Ришад Тимиргалиевич             | 06.06.1931 — 23.02.1989 | Главный инженер производственного объединения «Татнефть» Министерства нефтяной промышленности СССР, Татарская АССР                                                                                                  | 11.03.1976      | нефтепром       | Уфа                   | [ ГС 11 ] |
| 12 | Валиханов Агзам Валиханович              | 27.02.1927 — 05.10.2006 | Начальник объединения «Татнефть» Министерства нефтяной промышленности СССР, Татарская АССР | 30.03.1971      | нефтепром       | Мишкинский район      | [ ГС 12 ] |
| 13 | Варнавский Василий Фёдорович             | 1910 — 12.02.1993       | Старший механик Ленгерской МТС, Южно-Казахстанская область | 28.03.1948      | сельхоз         | Мелеузовский район    | [ ГС 13 ] |
| 14 | Васильев Владимир Капитонович            | 03.06.1932 — 20.10.1994 | Машинист экскаватора разреза «Прокопьевский» комбината «Кемеровуголь» Министерства угольной промышленности СССР, Кемеровская область                                                                                | 29.12.1973      | углепром        | Миякинский район      | [ ГС 14 ] |
| 15 | Васильева (Слобода) Татьяна Антоновна    | 1925 — 09.2004          | Участковый агроном Прокопьевской МТС Кемеровской области | 25.02.1949      | сельхоз         | Иглинский район       | [ ГС 15 ] |
| 16 | Воробьёв Фёдор Григорьевич               | 21.02.1924 — 06.10.1976 | Старший мастер огнеупорного цеха Первоуральского динасового завода Свердловского совнархоза | 19.07.1958      | металлургия     | Кушнаренковский район | [ ГС 16 ] |
| 17 | Гарин Фёдор Данилович                    | 10.02.1908 — 1987       | Путевой рабочий строительно-монтажного поезда № 833 Министерства транспортного строительства СССР, Кемеровская область                                                                                              | 19.05.1960      | строительство   | Ермекеевский район    | [ ГС 17 ] |
| 18 | Гизетдинов Махмут Фаттахович             | 25.05.1927 — 10.07.2006 | Старший электролизник Братского алюминиевого завода Министерства цветной металлургии СССР, Иркутская область | 29.12.1973      | металлургия     | Давлекановский район  | [ ГС 18 ] |
| 19 | Гречишников Владимир Фёдорович           | 27.06.1917 — 15.08.1958 | Заместитель главного конструктора КБ-11 Первого Главного управления Совета Министров СССР, Горьковская область | 04.01.1954      | атомпром        | Уфа                   | [ ГС 19 ] |
| 20 | Гречкин Павел Игнатьевич                 | 19.05.1900 — 03.05.1970 | Бригадир каменщиков трубосварочного цеха Челябинского трубопрокатного завода Челябинского совнархоза | 19.07.1958      | металлургия     | Уфа                   | [ ГС 20 ] |
| 21 | Григорьев Иван Васильевич                | 01.10.1933 — 06.05.2014 | Директор государственного племенного завода «Россия», Сосновский район Челябинской области | 26.03.1991      | сельхоз         | Хайбуллинский район   | [ ГС 21 ] |
| 22 | Гуманюк Антон Антонович                  | 22.09.1914 — 10.07.1979 | Директор госплемзавода «Заря коммунизма» Домодедовского района Московской области | 10.03.1976      | сельхоз         | Уфимский район        | [ ГС 22 ] |
| 23 | Даутов Махмуд Гайсенович                 | 23.02.1927 — 18.05.2015 | Машинист скрепера Целиноградского дорожно-строительного управления Министерства автомобильного транспорта и шоссейных дорог Казахской ССР                                                                           | 05.10.1966      | автодор         | Альшеевский район     | [ ГС 23 ] |
| 24 | Дмитриенко Тамара Григорьевна            | 30.06.1934 — 03.08.2006 | Доярка учебно-опытного хозяйства «Коммунар» Крымского сельскохозяйственного института имени Калинина, Симферопольский район Крымской области                                                                        | 22.03.1966      | сельхоз         | Уфа                   | [ ГС 24 ] |
| 25 | Драцкий Николай Григорьевич              | 01.06.1930 — 19.05.1982 | Мастер буровой бригады конторы бурения № 1 треста «Альметьевбурнефть» объединения «Татнефть» Министерства нефтедобывающей промышленности СССР, Татарская АССР                                                       | 06.01.1966      | нефтепром       | Фёдоровский район     | [ ГС 25 ] |
| 26 | Ефремов Александр Григорьевич            | род. 30.11.1946         | Директор коллективного предприятия «Красная Звезда» Шадринского района Курганской области | 28.11.1991      | сельхоз         | Уфа                   | [ ГС 26 ] |
| 27 | Жеребин Борис Николаевич                 | 10.05.1907 — 07.05.2005 | Директор Кузнецкого металлургического комбината Кемеровского совнархоза | 19.07.1958      | металлургия     | Белорецкий район      | [ ГС 27 ] |
| 28 | Жульев Александр Фёдорович               | 10.02.1919 — 07.02.2000 | Машинист экскаватора строительного управления «Спецстрой» № 3 треста «Оренбургспецстрой» Министерства строительства предприятий тяжёлой индустрии СССР, Оренбургская область                                        | 05.04.1971      | строительство   | Хайбуллинский район   | [ ГС 28 ] |
| 29 | Журавлёв Василий Иванович                | 1926 — ????             | Машинист экскаватора строительного управления № 3 Амубухараканалстроя Министерства мелиорации и водного хозяйства Узбекской ССР, гор. Бухара                                                                        | 30.04.1966      | мелиоводхоз     |                       |           |
| 30 | Зайдуллин Хамит Валиевич                 | 12.05.1934 — 23.11.1993 | Звеньевой совхоза «Бавлинский» Бавлинского района Татарской АССР | 23.06.1966      | сельхоз         | Ермекеевский район    | [ ГС 29 ] |
| 31 | Зайнуллин Насифулла Гизатуллович         | 28.10.1931 — 18.12.1981 | Электросварщик специализированного управления № 48 треста «Татспецстрой» Министерства газовой промышленности СССР, Татарская АССР                                                                                   | 30.03.1971      | строительство   | Илишевский район      | [ ГС 30 ] |
| 32 | Зайнутдинов Шайх                         | 27.08.1898 — 07.04.1971 | Начальник участка шахты имени Кагановича комбината «Кузбассуголь» Министерства угольной промышленности восточных районов СССР, Кемеровская область                                                                  | 28.08.1948      | углепром        | Караидельский район   | [ ГС 31 ] |
| 33 | Залыгин Сергей Павлович                  | 06.12.1913 — 19.04.2000 | Писатель, главный редактор журнала «Новый мир», гор. Москва | 27.01.1988      | культура        | Стерлитамакский район | [ ГС 32 ] |
| 34 | Зырянов Иван Михайлович                  | 18.01.1931 — 28.09.2022 | Заместитель командира авиационной эскадрильи Центрального управления международных воздушных сообщений Аэрофлота Министерства гражданской авиации СССР, гор. Москва                                                 | 04.02.1983      | транспорт       |                       | [ ГС 33 ] |
| 35 | Исянгулов Авзалетдин Гизятуллович        | 14.09.1928 — 25.05.2004 | Начальник Нижневартовского управления буровых работ № 2 управления «Главтюменнефтегаз» Министерства нефтяной промышленности СССР, Ханты-Мансийский национальный округ                                               | 30.12.1973      | нефтепром       | Стерлибашевский район | [ ГС 34 ] |
| 36 | Каллистов Анатолий Назарович             | 20.11.1910 — 22.07.2001 | Директор завода № 12 Первого главного управления при Совете Министров СССР, Московская область | 29.10.1949      | атомпром        | Стерлитамакский район | [ ГС 35 ] |
| 37 | Квашнин Константин Сергеевич             | 01.01.1914 — 1966       | Токарь завода № 19 Пермского совета народного хозяйства | 17.06.1961      | машиностроение  | Давлекановский район  | [ ГС 36 ] |
| 38 | Киреев Шаймухамед Шагизиганович          | 05.06.1922 — 26.02.1993 | Раскряжёвщик Уфалейского леспромхоза Министерства лесной и деревообрабатывающей промышленности СССР, Челябинская область                                                                                            | 07.05.1971      | леспром         | Чекмагушевский район  | [ ГС 37 ] |
| 39 | Колесникова Зоя Васильевна               | род. 01.07.1942         | Флотатор обогатительной фабрики Норильского горно-металлургического комбината имени А. П. Завенягина Министерства цветной металлургии СССР, Красноярский край                                                       | 08.07.1985      | металлургия     | Баймакский район      | [ ГС 38 ] |
| 40 | Лазарев Михаил Дмитриевич                | 29.09.1927 — 06.04.2019 | Электросварщик Усть-Катавского вагоностроительного завода имени С. М. Кирова Министерства общего машиностроения СССР, Челябинская область                                                                           | 26.04.1971      | машиностроение  | Салаватский район     | [ ГС 39 ] |
| 41 | Макрушин Пётр Филиппович                 | род. 16.06.1936         | Дежурный по горке станции Магнитогорск Южно-Уральской железной дороги, Челябинская область | 03.08.1984      | транспорт       | Мелеузовский район    | [ ГС 40 ] |
| 42 | Мамлеев Диниахмед Набиулевич             | 07.11.1905 — 21.08.1976 | Управляющий строительно-монтажным трестом «Череповецметаллургстрой» Вологодского совнархоза | 09.08.1958      | строительство   | Белебеевский район    | [ ГС 41 ] |
| 43 | Морданов Евгений Петрович                | 19.12.1927 — ????       | Токарь Ивановского механического завода Министерства энергетики и электрификации СССР | 31.03.1981      | энергетика      | Иглинский район       | [ ГС 42 ] |
| 44 | Мурахтина Нина Петровна                  | 11.10.1923 — 14.07.1989 | Рабочая Челябинского хлебозавода № 5 Министерства пищевой промышленности РСФСР | 26.04.1971      | пищепром        | Ишимбайский район     | [ ГС 43 ] |
| 45 | Мухаметдинов Шамиль Галиахметович        | 02.11.1924 — 28.02.2015 | Старший аппаратчик Чапаевского завода химических удобрений Министерства химической промышленности СССР, Куйбышевская область                                                                                        | 20.04.1971      | химпром         | Янаульский район      | [ ГС 44 ] |
| 46 | Никитин Владимир Александрович           | 07.01.1929 — 04.08.1969 | Тракторист колхоза «Россия» Марксовского района Саратовской области | 23.06.1966      | сельхоз         |                       | [ ГС 45 ] |
| 47 | Новиков Александр Григорьевич            | 11.10.1915 — 31.07.2002 | Машинист завалочной машины Златоустовского металлургического завода Челябинского совнархоза | 19.07.1958      | металлургия     | Дуванский район       | [ ГС 46 ] |
| 48 | Нуриев Зия Нуриевич                      | 21.03.1915 — 19.10.2012 | Заместитель Председателя Совета Министров СССР, гор. Москва | 20.03.1975      | госуправление   | Бирский район         | [ ГС 47 ] |
| 49 | Овчинников Павел Николаевич              | 23.04.1903 — 22.12.1979 | Директор Института ботаники Академии наук Таджикской ССР, академик Академии наук Таджикской ССР, гор. Душанбе | 13.03.1969      | наука           | Уфа                   | [ ГС 48 ] |
| 50 | Осинцев Михаил Александрович             | 22.10.1907 — 02.06.1968 | Начальник Октябрьской железной дороги, гор. Ленинград | 01.08.1959      | транспорт       | Альшеевский район     | [ ГС 49 ] |
| 51 | Пестерев Владимир Николаевич             | 13.02.1940 — 23.11.2003 | Бурильщик капитального ремонта скважин нефтегазодобывающего управления «Быстринскнефть» производственного объединения «Сургутнефтегаз» Министерства нефтяной промышленности СССР, Ханты-Мансийский автономный округ | 29.04.1986      | нефтепром       | Бирский район         | [ ГС 50 ] |
| 52 | Петров Григорий Кузьмич                  | 19.12.1931 — 17.09.2016 | Мастер буровой бригады Нижневартовского управления буровых работ № 2 Главтюменнефтегаза Министерства нефтяной промышленности СССР, Ханты-Мансийский национальный округ                                              | 27.12.1973      | нефтепром       | Аургазинский район    | [ ГС 51 ] |
| 53 | Петров Юрий Иванович                     | род. 25.09.1939         | Волочильщик проволоки Магнитогорского калибровочного завода имени 60-летия Союза ССР Министерства чёрной металлургии СССР, Челябинская область                                                                      | 29.04.1986      | металлургия     | Белорецкий район      | [ ГС 52 ] |
| 54 | Погорелец Иван Ефимович                  | 27.11.1926 — 25.11.2010 | Старший оператор-вальцовщик Челябинского металлургического завода Министерства чёрной металлургии СССР | 22.03.1966      | металлургия     | Давлекановский район  | [ ГС 53 ] |
| 55 | Подвигин Вениамин Родионович             | 1928 — ????             | Машинист экскаватора Кальмакырского рудника Алмалыкского горно-металлургического комбината имени В. И. Ленина Министерства цветной металлургии СССР, Ташкентская область                                            | 29.12.1973      | металлургия     |                       | [ ГС 54 ] |
| 56 | Понарин Пётр Иванович                    | 11.12.1918 — 29.09.1995 | Старший дорожный мастер Иркутск-Сортировочной дистанции пути Восточно-Сибирской железной дороги, Иркутская область                                                                                                  | 04.08.1966      | транспорт       |                       | [ ГС 55 ] |
| 57 | Порсев Михаил Владимирович               | 02.11.1923 — 06.10.2005 | Слесарь-лекальщик объединения «Златоустовский машиностроительный завод» Министерства общего машиностроения СССР, Челябинская область                                                                                | 09.06.1977      | машиностроение  | Балтачевский район    | [ ГС 56 ] |
| 58 | Привезенцев Василий Иванович             | 1929 — 06.02.1997       | Машинист экскаватора строительно-монтажного управления № 4 треста «Спецстроймеханизация» Министерства строительства СССР, гор. Ярославль                                                                            | 04.03.1976      | строительство   | Давлекановский район  | [ ГС 57 ] |
| 59 | Прохоров Михаил Владимирович             | 16.05.1924 — 28.06.2012 | Геофизик сейсморазведочной партии Ухтинского геологического управления Министерства геологии РСФСР, Коми АССР | 04.07.1966      | геология        | Ермекеевский район    | [ ГС 58 ] |
| 60 | Пятков Виктор Евгеньевич                 | 05.11.1929 — 03.09.2008 | Оператор по добыче нефти и газа нефтегазодобывающего управления «Юганскнефть» Главтюменнефтегаза Министерства нефтяной промышленности СССР, Ханты-Мансийский автономный округ                                       | 02.03.1981      | нефтепром       | Буздякский район      | [ ГС 59 ] |
| 61 | Решетников Михаил Николаевич             | 25.11.1928 — 1992       | Бригадир горнорабочих очистного забоя шахты «Зыряновская» производственного объединения «Южкузбассуголь» Министерства угольной промышленности СССР, Кемеровская область                                             | 02.03.1981      | углепром        | Бакалинский район     | [ ГС 60 ] |
| 62 | Савоненко Нина Иосифовна                 | 12.04.1921 — 25.02.1994 | Врач центральной районной больницы Гатчинского района Ленинградской области | 04.02.1969      | здравоохранение | Уфа                   | [ ГС 61 ] |
| 63 | Селезнёв Пётр Алексеевич                 | 05.06.1931 — 25.01.1998 | Производитель работ Новосибирского управления проектно-монтажных работ Министерства радиопромышленности СССР | 29.08.1969      | радиопром       | Иглинский район       | [ ГС 62 ] |
| 64 | Сергеев Максим Иванович                  | 15.09.1926 — 10.05.1987 | Буровой мастер Усть-Балыкской конторы бурения треста «Сургутбурнефть» Главтюменнефтегаза Министерства нефтяной промышленности СССР, Ханты-Мансийский национальный округ                                             | 30.03.1971      | нефтепром       |                       | [ ГС 63 ] |
| 65 | Скитаев Игнатий Фёдорович                | 24.07.1924 — 06.12.2004 | Старший плавильщик Челябинского ферросплавного завода Челябинского совнархоза | 19.07.1958      | металлургия     | Кугарчинский район    | [ ГС 64 ] |
| 66 | Соболев Фёдор Евгеньевич                 | 30.03.1912 — 30.10.1970 | Главный конструктор КБ-4 Красногорского механического завода Министерства оборонной промышленности СССР, Московская область                                                                                         | 28.07.1966      | оборонпром      | Уфимский район        | [ ГС 65 ] |
| 67 | Статкевич Артём Александрович            | 19.08.1918 — 20.06.1992 | Бывший директор Криворожского центрального горно-обогатительного комбината имени 50-летия Советской Украины Министерства чёрной металлургии Украинской ССР, Днепропетровская область                                | 30.03.1971      | металлургия     | Уфа                   | [ ГС 66 ] |
| 68 | Суздальцев Александр Иванович            | род. 12.10.1937         | Оператор по добыче нефти и газа нефтегазодобывающего управления «Нижневартовскнефть» имени В. И. Ленина Главтюменнефтегаза Министерства нефтяной промышленности СССР, Ханты-Мансийский национальный округ           | 12.05.1977      | нефтепром       | Гафурийский район     | [ ГС 67 ] |
| 69 | Суфиянов Аглулла Гибатович               | 25.02.1927 — 06.02.2009 | Бригадир проходчиков Маслянского рудника Зыряновского свинцового комбината Восточно-Казахстанского совнархоза | 09.06.1961      | металлургия     | Миякинский район      | [ ГС 68 ] |
| 70 | Суханов Владимир Никифорович             | 08.12.1925 — 02.09.1994 | Машинист горного комбайна шахты № 77 комбината «Кадиевуголь» Министерства угольной промышленности Украинской ССР, Ворошиловградская область                                                                         | 30.03.1971      | углепром        | Бакалинский район     | [ ГС 69 ] |
| 71 | Сюткин Дмитрий Гаврилович                | 01.11.1911 — 12.06.2002 | Буровой мастер комплексной экспедиции Иркутского геологического управления Министерства геологии РСФСР | 04.07.1966      | геология        | Краснокамский район   | [ ГС 70 ] |
| 72 | Фаррахов Минихази Минивалеевич           | 19.03.1931 — 01.02.2003 | Начальник цеха по добыче нефти и газа нефтегазодобывающего управления «Мамонтовнефть» производственного объединения «Юганскнефтегаз» Министерства нефтяной промышленности СССР, Ханты-Мансийский автономный округ   | 29.04.1986      | нефтепром       | Шаранский район       | [ ГС 71 ] |
| 73 | Фёдоров Леонид Александрович             | 19.02.1926 — 29.07.2008 | Горнорабочий очистного забоя шахты № 5—7 треста «Анжероуголь» комбината «Кузбассуголь» Министерства угольной промышленности СССР, Кемеровская область                                                               | 29.06.1966      | углепром        | Аургазинский район    | [ ГС 72 ] |
| 74 | Федченко (Шевкунова) Клавдия Прокопьевна | 12.11.1918 — 27.07.2001 | Машинист экскаватора Бакальского рудоуправления, Челябинская область | 19.07.1958      | металлургия     | Дуванский район       | [ ГС 73 ] |
| 75 | Филимонов Александр Николаевич           | 22.11.1927 — 17.08.1999 | Директор Усть-Балыкской конторы бурения треста «Сургутбурнефть» Главтюменнефтегаза Министерства нефтяной промышленности СССР, Ханты-Мансийский национальный округ                                                   | 30.03.1971      | нефтепром       | Стерлитамак           | [ ГС 74 ] |
| 76 | Хазиев Галимзян Мухаметшинович           | 11.07.1930 — 02.02.2021 | Буровой мастер управления буровых работ «Альметьевбурнефть» объединения «Татнефть» Министерства нефтяной промышленности СССР, Татарская АССР                                                                        | 30.03.1971      | нефтепром       | Туймазинский район    | [ ГС 75 ] |
| 77 | Хафизов Нурулла Шарипович                | 17.10.1939 — 15.03.2013 | Бригадир бетонщиков строительного управления «ВИЗстрой» треста «Свердловскхимстрой» Министерства строительства предприятий тяжёлой индустрии СССР, Свердловская область                                             | 09.01.1974      | строительство   | Балтачевский район    | [ ГС 76 ] |
| 78 | Хлопин Иван Никитич                      | 03.12.1929 — 28.02.2013 | Старший загрузчик печей Уфалейского никелевого комбината Министерства цветной металлургии СССР, Челябинская область                                                                                                 | 30.03.1971      | металлургия     | Иглинский район       | [ ГС 77 ] |
| 79 | Хлызов Фёдор Васильевич                  | 07.01.1926 — 12.09.1999 | Бригадир токарей Златоустовского машиностроительного завода Министерства общего машиностроения СССР, Челябинская область                                                                                            | 26.04.1971      | машиностроение  | Дуванский район       | [ ГС 78 ] |
| 80 | Шагаев Фатхи Исламович                   | 03.06.1923 — 30.12.1996 | Обжигальщик Саткинского завода «Магнезит» Министерства чёрной металлургии СССР, Челябинская область | 22.03.1966      | металлургия     | Ишимбайский район     | [ ГС 79 ] |
| 81 | Шайхлисламов Кадим Абрарович             | 18.11.1928 — 04.07.2015 | Бригадир забойщиков Карабашского горнометаллургического комбината Челябинского совнархоза | 09.06.1961      | металлургия     | Караидельский район   | [ ГС 80 ] |
| 82 | Шакшин Анатолий Дмитриевич               | 13.01.1929 — 22.11.2010 | Буровой мастер Шаимской конторы бурения треста «Тюменнефтегазразведка» Министерства нефтедобывающей промышленности СССР, Ханты-Мансийский национальный округ                                                        | 23.05.1966      | нефтепром       | Мелеузовский район    | [ ГС 81 ] |
| 83 | Яблоков Дмитрий Дмитриевич               | 13.11.1896 — 18.02.1993 | Профессор кафедры факультетской терапевтической клиники Томского медицинского института, академик Академии медицинских наук СССР                                                                                    | 06.11.1986      | наука           | Уфа                   | [ ГС 82 ] |
| 84 | Ягафаров Сабит Фатихович                 | 01.01.1935 — 15.06.1981 | Буровой мастер Нижневартовского управления буровых работ № 2 Главтюменнефтегаза Министерства нефтяной промышленности СССР, Ханты-Мансийский национальный округ Тюменской области                                    | 21.07.1975      | нефтепром       | Янаульский район      | [ ГС 83 ] |
| 85 | Яппаров Карам Харламович                 | 24.12.1924 — 04.06.2016 | Старший агломератчик Качканарского горно-обогатительного комбината имени Я. М. Свердлова Министерства чёрной металлургии СССР, Свердловская область                                                                 | 30.03.1971      | металлургия     | Миякинский район      | [ ГС 84 ] |